# Nesbyens kommun
Nesbyens kommun (norska: Nesbyen kommune) är en kommun i Buskerud fylke i Norge. Kommunen gränsar i norr mot Gols kommun, i öster mot Sør-Aurdals kommun, i sydöst mot Flå kommun, i sydväst mot Nore og Uvdals kommun och i väster till Åls kommun. De flesta invånarna bor i orterna Nesbyen, Rukkedalen, Skjong, Børtnes, Bromma (Øygardene), Svenkerud och Liodden (Liagardene). Högsta berget i Nesbyens kommun är Hallingnatten på 1314 meter över havet.

## Administrativ historik
Nes kommun upprättades den 1 januari 1838 (som Næs formannskapsdistrikt) när Formannskapslovene från 1837 trädde i kraft. Kommunen hade då en omfattning motsvarande de båda nuvarande kommunerna Nesbyen och Flå.
Den 1 januari 1905 bröts Flå kommun ut ur kommunen som då minskade från 3 714 invånare före delningen till 2 223 invånare efter.
Den 1 januari 2020 bytte kommunen namn från Nes kommun till Nesbyens kommun. 

## Tätorter
I Nesbyens kommun finns en tätort:
- Nesbyen (centralort)

## Socknar
Inom Norska kyrkan motsvaras Nesbyens kommun av Nes socken i Hallingdals prosteri i Tunsbergs stift.

## Sevärdheter
- Hallingdal Museum, friluftsmuseum
- Gardnos krater, krater efter en 250 meter stor meteorit

## Kända personer
- Hans Gude (1825-1903), nationalromantisk konstnär
- Eilif Peterssen (1852-1928), konstnär
- Lars Roar Langslet, författare och före detta kulturminister
- Pål Gunnar Mikkelsplass, före detta skidåkare